# Piątek (miasto)
Piątek – miasto w Polsce położone w województwie łódzkim, w powiecie łęczyckim, siedziba gminy Piątek.
Piątek leży w historycznej ziemi łęczyckiej. W latach 1975–1998 miejscowość położona była w województwie płockim.
Miasto położone jest nad rzekami Moszczenicą i Maliną. W Piątku krzyżują się drogi biegnące z Łodzi do Kutna i z Łowicza do Łęczycy.

## Historia
Piątek ze względu na swoje położenie był początkowo osadą targową. Prawdopodobnie nazwa Piątku pochodzi od dnia tygodnia, w którym odbywały się w nim targi. Prawa miejskie otrzymał w XIV w. W tym czasie był silnym ośrodkiem rzemieślniczo-handlowym. W połowie XVII w. liczył 320 domów i ok. 1500 mieszkańców. W tym czasie słynął m.in. z produkcji piwa (w 1800 w Piątku pracowały 33 browary).
W końcu XVI wieku miejscowość była miastem duchownym, miasto arcybiskupstwa gnieźnieńskiego w powiecie łęczyckim województwa łęczyckiego.
Do połowy XVII w. miasto rozwijało się dość prężnie, stanowiąc ważny ośrodek rzemieślniczo-handlowy. Rozwój Piątku zahamował najazd szwedzki, przede wszystkim jednak do upadku gospodarczego przyczynił się pożar w 1681, który strawił całe miasto. Od tego czasu Piątek nie odzyskał swojej świetności. W 1685 było w nim tylko 40 domów, a 100 lat później, w 1785 zaledwie o 10 więcej. W 1870 Piątek stracił prawa miejskie ze względu na udział mieszkańców w powstaniu styczniowym.
W okresie międzywojennym w Piątku powstała fabryka maszyn rolniczych, która dawała zatrudnienie części ludności. Większość mieszkańców jednak zajmowała się rolnictwem. Istniały również warsztaty rzemieślnicze oferujące mieszkańcom Piątku i okolicy swoje usługi. Część mieszkańców, zwłaszcza Żydzi, zajmowała się handlem. W większości okolicznych wsi istniały majątki ziemskie, w których miała zatrudnienie ludność zamieszkująca okolice Piątku. Tylko w nielicznych wsiach, w których nastąpiło uwłaszczenie, zamieszkiwali (najczęściej małorolni) chłopi.
W pierwszej fazie Bitwy nad Bzurą Piątek i okoliczne wsie stały się areną ofensywy wojsk polskich. Po zaciekłych walkach, poważnie zniszczona miejscowość została zdobyta przez wojsko polskie 9 września 1939, jednak wskutek zmiany sytuacji na froncie oddziały polskie opuściły Piątek bez walki 13 września. W listopadzie 1939 Niemcy wcielili miejscowość w granice Rzeszy. Część polskich mieszkańców wysiedlono, a ludność pochodzenia żydowskiego wymordowano w ośrodku zagłady Żydów z Kraju Warty, w Kulmhof am Nehr (Chełmno n. Nerem).
Do 18 maja 1943 miejscowość nosiła przedwojenną nazwę, dopiero w tym dniu otrzymała niemiecką nazwę (Quadenstädt) na cześć poległego pod Piątkiem w Bitwie nad Bzurą Joachima Meyer-Quade. Wkroczenie Armii Czerwonej 18 stycznia 1945 roku do Piątku zakończyło okres okupacji niemieckiej.
W 1966 działacze oddziału PTTK w Łęczycy wysunęli pomysł ustalenia środka Polski. W 1969 Jan Bronisław Ciesielski z Instytutu Geodezji i Kartografii, działającego na zlecenie Głównego Urzędu Geodezji i Kartografii, określił jego współrzędne geodezyjne i kartograficzne. Środek Polski został wyznaczony w Goślubiu, jednak uznano, że symboliczny pomnik należy ustawić w Piątku. Wzniesiono go w centrum miejscowości. Wjeżdżający do Piątku są także witani tablicą informacyjną w kształcie granic państwa z napisem „Piątek – geometryczny środek Polski”. W październiku 2018 ogłoszono wyznaczenie nowego, geodezyjnego środka Polski w odległej o 16 kilometrów Nowej Wsi pod Kutnem. Wyznaczono go na podstawie pomiaru uwzględniającego inne parametry, takie jak morskie wody wewnętrzne oraz morze terytorialne Polski i oznaczono kolumną pamiątkową na prywatnej posesji
W 1978 w mieście był kręcony polski psychologiczny film obyczajowy „Aktorzy prowincjonalni” w reżyserii Agnieszki Holland.
1 stycznia 2020 Piątek ponownie uzyskał prawa miejskie.

## Zabytki
Według rejestru zabytków Narodowego Instytutu Dziedzictwa na listę zabytków wpisane są obiekty:
- rzymskokatolicki kościół pw. Świętej Trójcy, parafialny, 2 poł. XV, 1740, nr rej.: 85-V-9 z 29.03.1949 oraz 81 z 8.08.1967; był pierwszą placówką duszpasterską bp. Zygmunta Choromańskiego po otrzymaniu święceń kapłańskich w 1916[14]
- dzwonnica, 1 poł. XIX, nr rej.: 90-V-14 z 29.03.1949 oraz 82 z 8.08.1967
- mariawicki kościół pw. św. Trójcy, parafialny, neogotycki, 1907
- rzymskokatolicki kościół pw. Przemienienia Pańskiego, cmentarny, drewniany, poł. XVIII, nr rej.: 555-V-30 z 32.10.1950 oraz 83 z 8.08.1967
- dzwonnica, nr rej.: 526 z 8.08.1967
- park miejski, poł. XIX, nr rej.: 595 z 29.12.1988

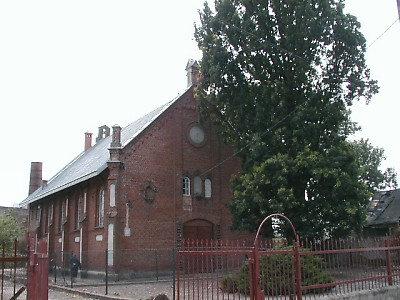
Kościół mariawicki pw. Trójcy Przenajświętszej w Piątku
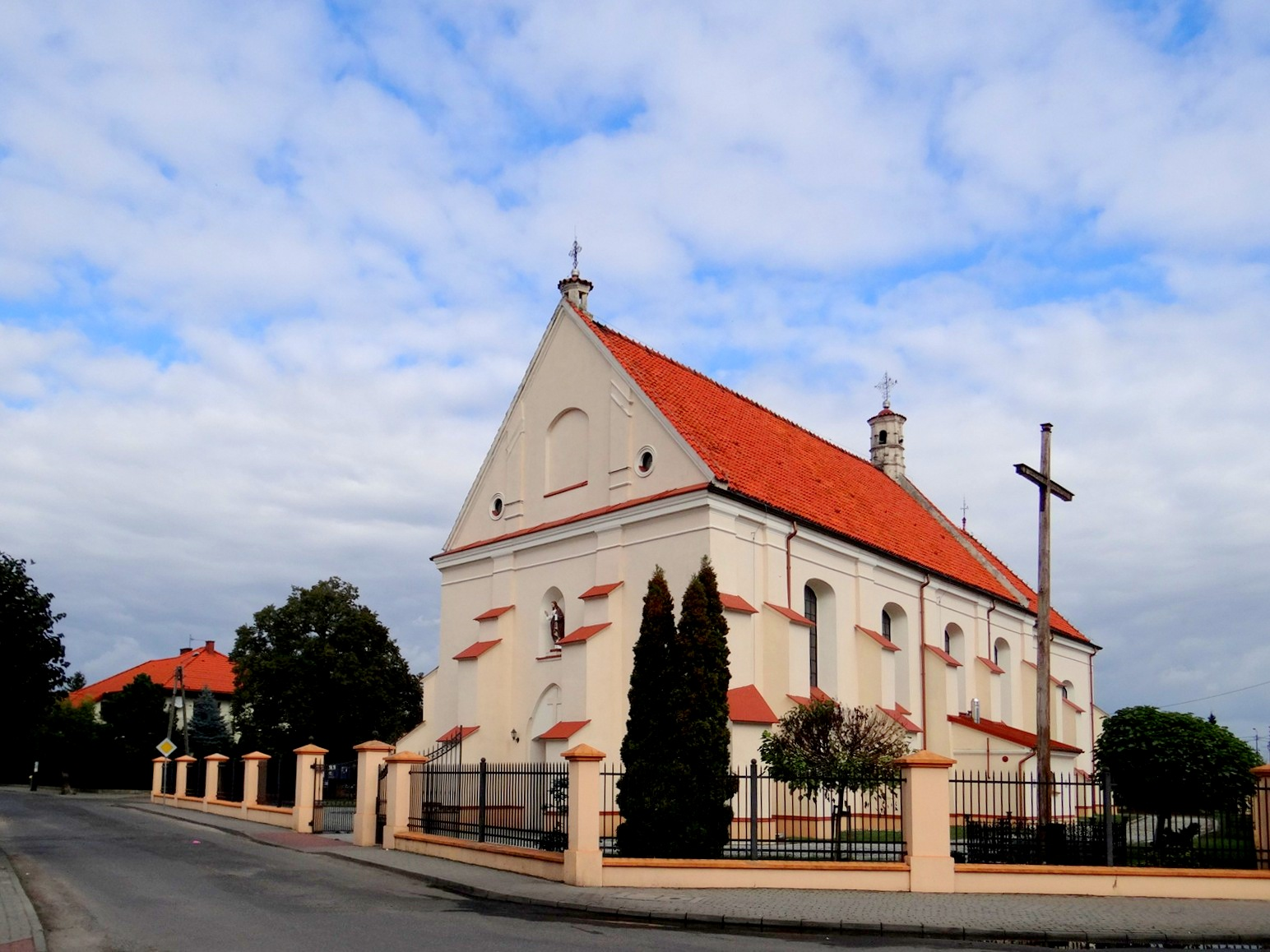
Kościół Świętej Trójcy
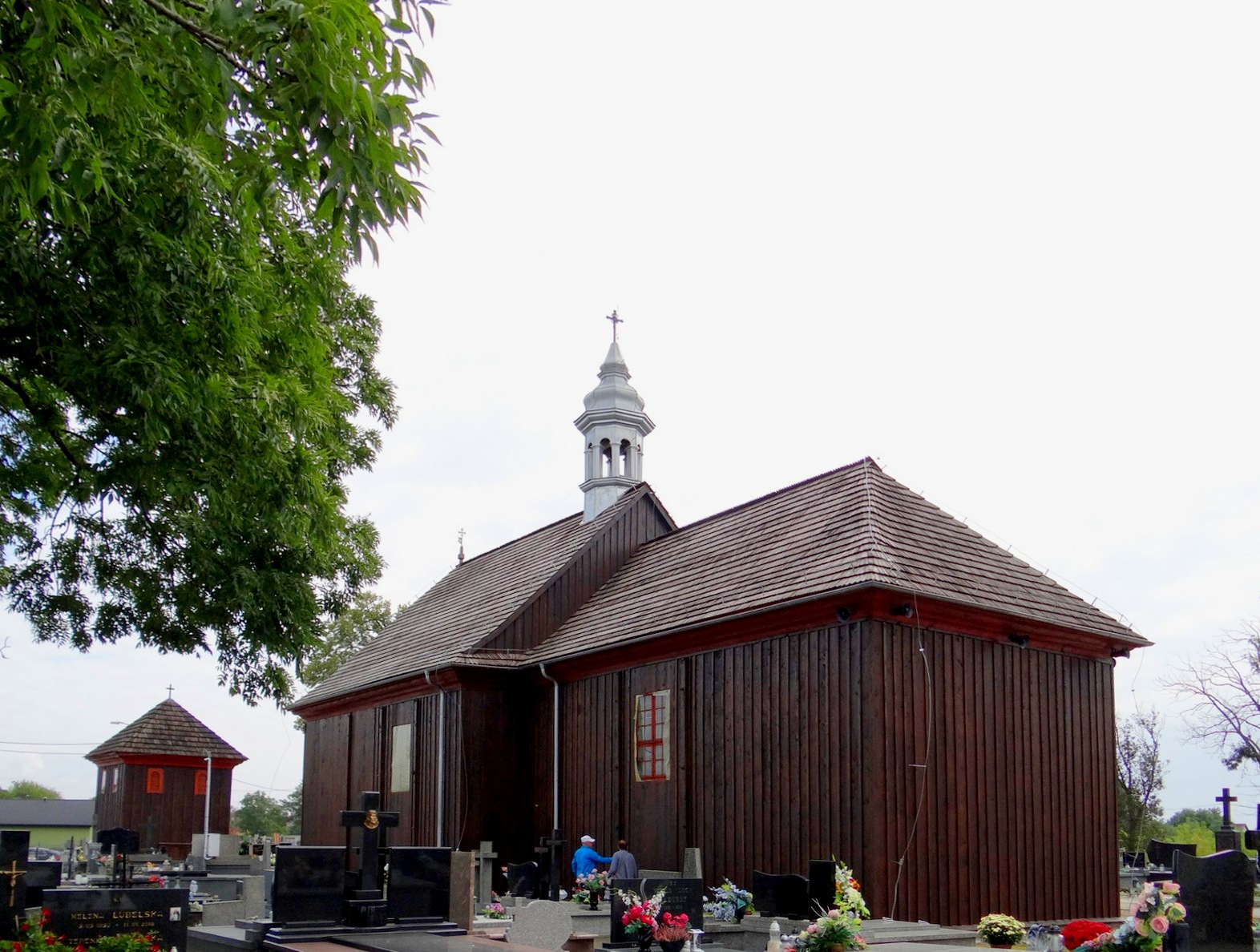
Kościół Przemienienia Pańskiego